# Тодд (округ, Кентуккі)
Шаблон:StateAbbr_ 36°50′ пн. ш. 87°11′ зх. д. / 36.84° пн. ш. 87.18° зх. д.
Округ Тодд (англ. Todd County) — округ (графство) у штаті Кентуккі, США. Ідентифікатор округу 21219.

## Історія
Округ утворений 1819 року.

## Демографія
За даними перепису
2000 року
загальне населення округу становило 11971 осіб, усе сільське.
Серед мешканців округу чоловіків було 5825, а жінок — 6146. В окрузі було 4569 домогосподарств, 3369 родин, які мешкали в 5121 будинках.
Середній розмір родини становив 3,05.
Віковий розподіл населення поданий у таблиці:
| Стать    | До 15 років | 15-21 | 22-29 | 30-39 | 40-49 | 50-65 | 65-85 | Понад 85 |
| -------- | ----------- | ----- | ----- | ----- | ----- | ----- | ----- | -------- |
| Чоловіки | 1346        | 581   | 592   | 868   | 837   | 935   | 619   | 47       |
| Жінки    | 1329        | 543   | 613   | 857   | 832   | 967   | 880   | 125      |

## Суміжні округи
- Муленберґ — північ
- Лоґан — схід
- Робертсон, Теннессі — південний схід
- Монтгомері, Теннессі — південний захід
- Крістіан — захід

## Виноски
1. ↑  U.S. Decennial Census. United States Census Bureau. Процитовано 20 серпня 2014.
2. ↑  Historical Census Browser. University of Virginia Library. Архів оригіналу за 11 серпня 2012. Процитовано 20 серпня 2014.
3. ↑  Population of Counties by Decennial Census: 1900 to 1990. United States Census Bureau. Процитовано 20 серпня 2014.
4. ↑  Census 2000 PHC-T-4. Ranking Tables for Counties: 1990 and 2000 (PDF). United States Census Bureau. Процитовано 20 серпня 2014.
5. ↑  State & County QuickFacts. United States Census Bureau. Архів оригіналу за 7 червня 2011. Процитовано 6 березня 2014. [Архівовано 2011-06-07 у Wayback Machine.](англ.) Наведено за англійською вікіпедією.
6. ↑  American FactFinder. Бюро перепису населення США. Архів оригіналу за 26 лютого 2012. Процитовано 31 січня 2008. [Архівовано 2008-05-21 у Wayback Machine.]

| США | Це незавершена стаття з географії США. Ви можете допомогти проєкту, виправивши або дописавши її. |